# Endotoksyny
Endotoksyny – toksyny występujące w błonie zewnętrznej bakterii Gram-ujemnych. Są to kompleksy lipopolisacharydowe uwalniane po rozpadzie (lizie) komórki. Są stosunkowo trwałe chemicznie i odporne na ogrzewanie w temp. 60 °C przez kilka godzin.
Na organizm człowieka działają toksycznie, są jednak mniej groźne od egzotoksyn. Wywołują:
- głębokie zaburzenia naczynioruchowe
- gorączkę
- zaburzenia metabolizmu cukrów, tłuszczów i białek
- zaburzenia krzepnięcia krwi
- podrażnienia skóry
- obniżenie fagocytozy.